# Élections législatives tchadiennes de 1959
Les élections législatives tchadiennes de 1959 se déroulent le 31 mai 1959 afin de pourvoir les 84 membres de l'Assemblée nationale du Tchad. Il s'agit des dernières législatives organisées sous la tutelle française avant l'indépendance du pays le 11 août de l'année suivante, ainsi que les dernières à avoir lieu sous le multipartisme jusqu'en 1997, le Tchad devenant, quelques années après l'indépendance, un régime à parti unique,.

## Résultats
|                           |                                                                 |           |       |        |               |  |  |  |  |
| Partis                    | Partis                                                          | Votes     | %     | Sièges | +/–           |  |  |  |  |
|                           | Parti progressiste tchadien–Rassemblement Démocratique Africain | 390 377   | 68,70 | 57     | 25            |  |  |  |  |
|                           | Mouvement socialiste africain                                   | 55 500    | 9,77  | 0      | en stagnation |  |  |  |  |
|                           | Groupement des indépendants et ruraux tchadien                  | 44 438    | 7,82  | 2      | Nv            |  |  |  |  |
|                           | Union démocratique indépendante du Tchad                        | 41 304    | 7,27  | 16     | Nv            |  |  |  |  |
|                           | Action Sociale Tchadienne                                       | 25 597    | 4,50  | 9      | 2             |  |  |  |  |
|                           | Mouvement d'évolution sociale de l'Afrique noire                | 11 041    | 1,94  | 0      | Nv            |  |  |  |  |
|                           |                                                                 |           |       |        |               |  |  |  |  |
| Suffrages exprimés        | Suffrages exprimés                                              | 568 257   | 97,71 |        |               |  |  |  |  |
| Votes blancs et invalides | Votes blancs et invalides                                       | 13 340    | 2,29  |        |               |  |  |  |  |
| Total                     | Total                                                           | 581 597   | 100   | 84     | 19            |  |  |  |  |
| Abstentions               | Abstentions                                                     | 681 388   | 53,90 |        |               |  |  |  |  |
| Inscrits / participation  | Inscrits / participation                                        | 1 262 985 | 46,10 |        |               |  |  |  |  |